# Boetos z Chalkedonu

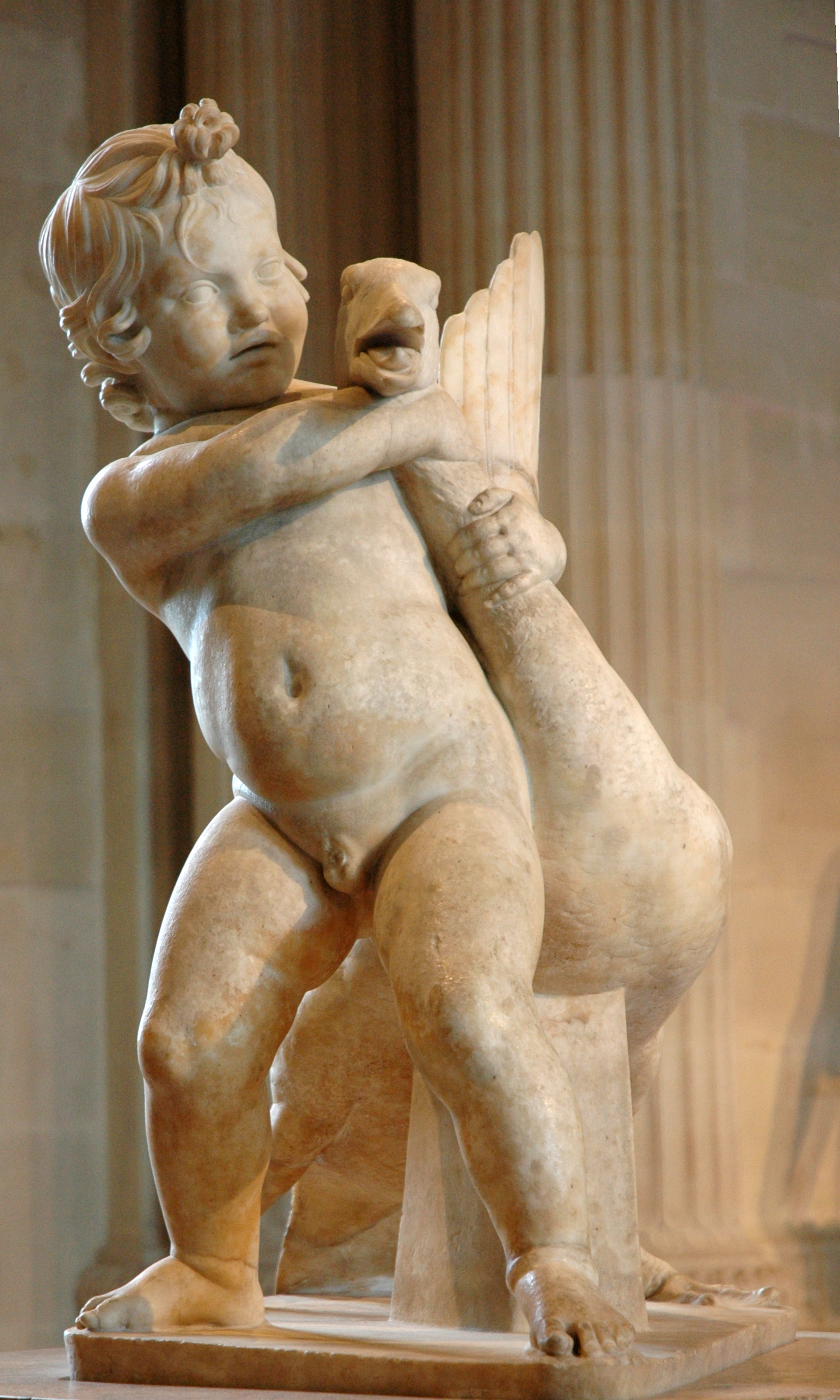
Rzymska kopia rzeźby Boetosa, przedstawiającej chłopca duszącego gęś

Boetos z Chalkedonu (III/II wiek p.n.e.) – grecki rzeźbiarz i toreuta epoki hellenistycznej, aktywny od około 220 do 160 p.n.e., prawdopodobnie inicjator i niewątpliwie mistrz aktu dziecięcego w plastyce greckiej, ceniony twórca pięknych naczyń metalowych.
Boetes miał wykonać brązową grupę Chłopca duszącego gęś dla świątyni Ateny w rodyjskim mieście Lindos. Znana jest ona z kilku marmurowych kopii rzymskich, w tym najlepszej w monachijskiej Gliptotece. Był również autorem aktu siedzącego dziecka ze złoconego brązu dla Herajonu w Olimpii. Sygnaturę artysty nosi archaizująca herma Dionizosa z brązu, tworząca grupę ze skrzydlatym Agonem. Oba te posążki wydobyto w latach 1907–1913 z wraku starożytnego okrętu z ok. 100 p.n.e. koło Mahdii u wybrzeży Tunezji. Są one oryginałami hellenistycznymi.
Identyfikację dzieł Boetosa utrudnia m.in. występowanie w źródłach pisanych siedmiu rzeźbiarzy o tym imieniu (w tym jednego z Kartaginy).